# Algeciras
Algeciras este un municipiu în provincia Cádiz, Andaluzia, Spania cu o populație de 106.710 locuitori, situat lânga Gibraltar, mai la nord de Tarifa, care este cel mai sudic oraș al Spaniei.
Numele Algeciras provine din cuvantul arab al-jazeera ("peninsulă", din care provin și denumirile Alger, respectiv Al-Jazeera).
O importantă industrie o reprezintă rafinăria Cepsa.

## Personalități născute aici
- Álvaro Morte (n. 1975), actor.